# Ramfocefal
Ramfocefal (Rhamphocephalus) – archozaur żyjący w środkowej jurze (baton); jego szczątki znaleziono w Anglii w osadach formacji Taynton Limestone i Chipping Norton. Początkowo klasyfikowany jako pterozaur; z późniejszych badań wynika jednak jego przynależność do krokodylomorfów.
Gatunkiem typowym jest R. prestwichi, opisany na podstawie odcisku czaszki odkrytego w tzw. "łupkach ze Stonesfield" (ang. Stonesfield Slates) w Kineton niedaleko Stow-on-the-Wold. Richard Lydekker (1888) przeniósł do rodzaju Rhamphocephalus gatunki "Pterodactylus" bucklandi von Meyer (1832) i "Rhamphorhynchus" depressirostris Huxley (1859), oba znane ze skamieniałości odkrytych w osadach formacji Chipping Norton na terenie Oxfordshire; holotypami obu gatunków są żuchwy, obu gatunkom przypisywano też różne kości szkieletu pozaczaszkowego, głównie kości kończyn przednich, odkryte w tych samych osadach co holotypy. Zdaniem Lydekkera R. prestwichi prawdopodobnie jest młodszym synonimem jednego z tych dwóch gatunków. David Unwin (2003) wyróżnił tylko jeden gatunek w obrębie rodzaju Rhamphocephalus, R. bucklandi; sklasyfikował go jako przedstawiciela rodziny Rhamphorhynchidae i podrodziny Rhamphorhynchinae. Barrett i współpracownicy (2008) uznali R. depressirostris za młodszy synonim R. bucklandi.
O'Sullivan (2012) po zbadaniu okazu holotypowego R. prestwichi stwierdził, że mógł on nie być pterozaurem. Dodatkowo według tego autora przypisywane przedstawicielom rodzaju Rhamphocephalus kości z formacji Taynton Limestone mogą reprezentować nawet pięć różnych rodzin pterozaurów; niektóre z nich należały do stosunkowo dużych pterozaurów, o rozpiętości skrzydeł sięgającej lub nawet przekraczającej 2 metry. O’Sullivan i Martill (2018) stwierdzili, że okaz holotypowy R. prestwichi jest skamieniałością krokodylomorfa z grupy Thalattosuchia; jednocześnie autorzy nie byli w stanie zidentyfikować żadnych autapomorfii rodzaju Rhamphocephalus, który został przez nich uznany za nomen dubium.